# Ancylopsetta microctenus
Ancylopsetta microctenus är en fiskart som beskrevs av Gutherz, 1966. Ancylopsetta microctenus ingår i släktet Ancylopsetta och familjen Paralichthyidae. Inga underarter finns listade i Catalogue of Life.